# Enterprise JavaBeans
Enterprise JavaBeans är en Javastandard för distribuerade objekt och är en del av den större specifikationen Java Enterprise Edition, J2EE. Namnet förkortas vanligen EJB.
Enterprise JavaBeans är en teknik för att bland annat hantera transaktioner, databasoperationer och centrala tjänster i mjukvara för affärssystem. Tekniken har kritiserats för att den introducerar onödigt mycket komplexitet för utvecklaren. En förhållandevis ny våg inom Java Enterprise Edition förespråkar bruket av andra tekniker än Enterprise JavaBeans, som alla delar den egenskap att de är mer lättviktiga än Enterprise JavaBeans. Det vill säga att de saknar mycket av den komplexitet som Enterprise JavaBeans medför. Ett exempel på en sådan teknik är Spring Framework. Lättviktiga alternativ till Enterprise JavaBeans kallas ofta för POJO-tekniker.
Enterprise JavaBeans har förändrats avsevärt från den ursprungliga specifikationen till den nuvarande, som har versionsnummer 3. Den nuvarande specifikationen har tagit hänsyn till den kritik som rör onödig komplexitet och förenklar i många avseenden utveckling med Enterprise JavaBeans.